# Io li conoscevo bene
Io li conoscevo bene è stato un programma televisivo italiano, condotto da Maurizio Costanzo e Pino Strabioli, andato in onda dal 23 agosto 2021 al 17 giugno 2022 in seconda serata, dalle 23:15, su Rai 3.

## Descrizione
Il programma racconta le vicende dei grandi artisti dello spettacolo in modo inconsueto e sorprendente, fondato sui ricordi personali e inediti di Maurizio Costanzo. Lui infatti ha conosciuto bene - come dice lo stesso titolo - e frequentato a lungo questi grandi personaggi. 

### Ospiti
| Puntata          | Messa in onda     | Protagonista                        | Ospite                                   |
| Prima edizione   | Prima edizione    | Prima edizione                      | Prima edizione                           |
| ---------------- | ----------------- | ----------------------------------- | ---------------------------------------- |
| 1                | 23 agosto 2021    | Paolo Villaggio                     | Milena Vukotic - Pierfrancesco Villaggio |
| 2                | 30 agosto 2021    | Marcello Mastroianni                | Eleonora Giorgi - Sandra Milo            |
| 3                | 6 settembre 2021  | Carmelo Bene                        | Lydia Mancinelli - Giancarlo Dotto       |
| 4                | 20 settembre 2021 | Enrico Vaime                        | Fabio Fazio - Simona Marchini            |
| Seconda edizione |                   |                                     |                                          |
| 1                | 12 maggio 2022    | Vittorio Gassman                    | Paola Gassman                            |
| 2                | 20 maggio 2022    | Gabriella Ferri                     | Seva Borzak jr.                          |
| 3                | 27 maggio 2022    | Walter Chiari                       | Simone Annicchiarico                     |
| 4                | 3 giugno 2022     | Elio Pandolfi                       | Gloria Paul                              |
| 5                | 10 giugno 2022    | Sandra Mondaini e Raimondo Vianello | Paola Barale - Paola Saluzzi             |
| 6                | 17 giugno 2022    | Federico Fellini                    | Sergio Rubini                            |